# Craig Dixon
Pour les articles homonymes, voir Dixon.
Craig Kline Dixon   (né le 3 mars 1926 à Los Angeles et mort le 25 février 2021 à Westwood) est un athlète américain, spécialiste du 110 mètres haies.

## Carrière
Étudiant à l'Université de Californie à Los Angeles, il remporte la médaille de bronze du 110 m haies lors des Jeux olympiques de 1948, à Londres, derrière ses compatriotes Bill Porter et Clyde Scott, dans le temps de 14 s 1.
En 1949, Craig Dixon décroche le titre des championnats de l'Amateur Athletic Union, et devient par ailleurs champion NCAA du 120 yards haies. 

### Palmarès
| Date | Compétition     | Lieu    | Résultat | Épreuve     |
| ---- | --------------- | ------- | -------- | ----------- |
| 1948 | Jeux olympiques | Londres | 3e       | 110 m haies |

### Records
| Épreuve     | Performance | Lieu | Date |
| ----------- | ----------- | ---- | ---- |
| 110 m haies | 13 s 8      |      | 1949 |
| 100 m       | 10 s 6      |      | 1949 |
| 200 m       | 21 s 2      |      | 1949 |